# Vegyes páros magyar tollaslabdabajnokok listája
Magyarországon vegyes párosban 1963-tól rendeznek tollaslabda-bajnokságot.

## Vegyes páros magyar tollaslabdabajnokok listája
- 1963. Rázsó Pál – Juhász Vera (ÉVITERV SC – BÜKSE)
- 1964. Rázsó György – Rázsó Györgyné Ráduly Éva (ÉVITERV SC)
- 1965. Jászonyi Ferenc – Jászonyi Katalin (ÉVITERV SC)
- 1966. Cserni János – Jászonyi Katalin (Bp. Petôfi SC)
- 1967. Cserni János – Jászonyi Katalin (Bp. Petôfi SC)
- 1968. Cserni János – Gedő Eleonóra (Kilián FSE)
- 1969. Szulyovszky Tamás – Virágos Valéria (Kilián FSE)
- 1970. Cserni János – Cserni Éva (BHSC)
- 1971. Édes András – Wolf Erzsébet (ISC)
- 1972. Édes András – Wolf Erzsébet (ISC)
- 1973. Cserni János – Cserni Éva (FŐKERT HSC)
- 1974. Cserni János – Cserni Éva (FŐKERT SE)
- 1975. Cserni János – Cserni Éva (FŐKERT SE)
- 1976. Cserni János – Cserni Éva (FŐKERT SE)
- 1977. Cserni János – Cserni Éva (FŐKERT SE)
- 1978. Papp József – Pozsik Éva (FŐKERT SE)
- 1979. Rolek Ferenc – Vargáné Cserni Éva (Honvéd Zrínyi SE – FŐKERT SE)
- 1980. Rolek Ferenc – Vígh Ildikó (Honvéd Zrínyi SE)
- 1981. Vörös György – Diószegi Zsuzsa (Honvéd Zrínyi SE)
- 1982. Vörös György – Diószegi Zsuzsa (Honvéd Zrínyi SE)
- 1983. Vörös György – Vígh Ildikó (Honvéd Zrínyi SE)
- 1984. Vörös György – Vígh Ildikó (Honvéd Zrínyi SE)
- 1985. Vörös György – Vígh Ildikó (Honvéd Zrínyi SE)
- 1986. Nagy Attila – Dovalovszky Márta (HPJ SE – HOSE)
- 1987. Vörös György – Fejes Judit (Honvéd Zrínyi SE)
- 1988. Nagy Attila – Dovalovszky Márta (HPJ SE – HOSE)
- 1989. Kiss Csaba – Fórián Csilla (NYVSSC – Debreceni Kinizsi SE)
- 1990. Nagy Attila – Fórián Csilla (Miskolci H. SE – Debreceni Kinizsi SE)
- 1991. Vörös György – Dakó Andrea (Honvéd Zrínyi SE)
- 1992. Vörös György – Dakó Andrea (Honvéd Zrínyi SE)
- 1993. Bánhidi Richárd – Fórián Csilla (Debreceni Kinizsi SE)
- 1994. Vörös György – Ódor Andrea (Honvéd Zrínyi SE)
- 1995. Dr Szalai Gyula – Ódor Andrea (Honvéd Zrínyi SE)
- 1996. Dr Szalai Gyula – Fórián Csilla (Honvéd Zrínyi SE – DTC)
- 1997. Dr Szalai Gyula – Fórián Csilla (Honvéd Zrínyi SE – DTC)
- 1998. Bánhidi Richárd – Fórián Csilla (Debreceni Tollaslabda Club)
- 1999. Károlyi Ákos – Fórián Csilla (Debreceni Tollaslabda Club)
- 2000. Bánhidi Richárd – Dakó Andrea (DTC – BEAC)
- 2001. Károlyi Ákos – Fórián Csilla (DTC-DSI)
- 2002. Bánhidi Richárd – Fórián Csilla (Debreceni Tollaslabda Club)
- 2003. Csiszér Levente – Fórián Csilla (Debreceni Tollaslabda Club)
- 2004. Csiszér Levente – Fórián Csilla (DTC-DSI)
- 2005. Csiszér Levente – Kovács Zsuzsanna (DTC-DSI)
- 2006. Retkes Csaba  –  Papp Gabriella (ROSCO SE)
- 2007. Szikra Csaba   –  Ádám Krisztina (HZSE – ROSCO SE)
- 2008. Horváth Kristóf – Keszthelyi Melinda (ROSCO SE – Honvéd Zrínyi SE)
- 2009. Szikra Csaba  –  Ádám Krisztina (HZSE – ROSCO SE)
- 2010. Tóth Henrik  –  Kovács Zsuzsanna (DTC-DSI – SI)
- 2011. Varga Ákos – Varga Orsolya (DTC-DSI – SI)
- 2012. Tóth Henrik – Fekete Sára (Multi Alarm SE)
- 2013. Tóth Henrik – Sárosi Laura (Multi Alarm SE)
- 2014. Krausz Gergely – Sárosi Laura (Multi Alarm SE)
- 2015. Krausz Gergely – Sárosi Laura (Multi Alarm SE)
- 2016. Krausz Gergely – Bukoviczki Nikoletta (Multi Alarm SE)
- 2017. Piliszky András – Sándorházi Vivien (Tisza Tollas SE)
- 2018. Mester József – Varga Orsolya (DTC-DSC-SI)
- 2019. Horváth Kristóf – Sándorházi Vivien (Fővárosi Vízművek SK - Újpesti TSE)
- 2020. Kiss Bene Benjámin – Madarász Réka (Multi Alarm SE)